# Sumayar-Bar-Gletscher
Der Sumayar-Bar-Gletscher (auch Sumayar Bar) ist ein rechter Tributärgletscher des Barpugletschers im westlichen Karakorum im pakistanischen Sonderterritorium Gilgit-Baltistan.

## Lage
Der Sumayar-Bar-Gletscher hat eine Länge von 20 km. Er hat sein Nährgebiet am Nordhang des 7458 m hohen Malubiting. Im Osten des Gletschers erhebt sich der 7027 m hohe Spantik. Zwischen diesen beiden Bergen befindet sich der Polan La, ein 5840 m hoher Sattel, der einen Übergang zum weiter östlich gelegenen Chogolungma-Gletscher bildet. Der Sumayar-Bar-Gletscher strömt anfangs in nördlicher, später in nordwestlicher Richtung. Dabei trennt er die Rakaposhi-Haramosh-Berge im Westen von den Spantik-Sosbun-Bergen im Osten und Norden. Der Sumayar-Bar-Gletscher trifft schließlich auf den Barpugletscher und vereinigt sich mit diesem. Weiter abstrom liegt der Bualtargletscher. Die Gesamtlänge einschließlich dieser beiden Gletscher beträgt 32 km.